# St. Radigunds
St. Radigunds is het debuutalbum van Spirogyra.
De band begon al in 1967 met optredens, maar door wisselingen in de bezetting kwam het niet tot een album. De leden van de band wonen dan in St. Radiguns Street. In 1971 nam de band vastere vorm aan. Een van de leden Max Hole hing zijn gitaar aan de wilgen; hij zou geen goede muzikant worden. Pas veel later werd hij een grote baas bij Universal Music Group. Alhoewel de basis van de band in Canterbury ligt, speelde de band geen muziek uit de Canterbury-scene, maar folk. Gaskin is echter wel gelieerd aan de Canterbury-scene. Zij was destijds een vriendin van Steve Hillage, en later werkte ze als achtergrondzangeres bij Hatfield and the North. Het album is opgenomen in de Morgan Studios en Sound Techniques Studio te Londen. 

## Musici
- Martin Cockerham – gitaar, zang
- Barbara Gaskin – zang
- Steve Borrill – basgitaar
- Julian Cusack – viool, toetsinstrumenten

Met
- Dave Mattacks – slagwerk (uit de band Fairport Convention)
- Tony Cox – VCS3
- Robert Kirby – aanvullende muziekinstrumenten zoals trompet en blokfluit.

## Muziek
| Nr. | Titel                                              | Duur |
| --- | -------------------------------------------------- | ---- |
| 1.  | The future won’t be long (Martin Cockerham)        |      |
| 2.  | island (Martin Cockerham)                          |      |
| 3.  | Magical Mary (Martin Cockerham)                    |      |
| 4.  | Captain’s log (Martin Cockerham)                   |      |
| 5.  | At home in the world (Martin Cockerham)            |      |
| 6.  | Cogwheels, crutches and cynaide (Martin Cockerham) |      |
| 7.  | Time will tell (Julian Cusack)                     |      |
| 8.  | We were a happy crew (Martin Cockerham)            |      |
| 9.  | Love is a funny thing (Martin Cockerham)           |      |
| 10. | The duke of Beaufoot (Martin Cockerham)            |      |